# Thérapie sous observation directe
La thérapie sous observation directe est une stratégie médicale largement utilisée dans la lutte contre la tuberculose mais également contre le VIH. Elle consiste pour un soignant à regarder un malade prendre ses médicaments pour s'assurer du bon suivi du traitement et à en surveiller les effets secondaires.